# バンド・エイド
バンド・エイド (Band Aid) は、イギリスとアイルランドのロック・ポップス界のスーパースターが集まって結成されたチャリティー・プロジェクト。1984年、エチオピアで起こった飢餓を受け、発起人のボブ・ゲルドフとミッジ・ユーロにより書かれた「Do They Know It's Christmas?」（ドゥ・ゼイ・ノウ・イッツ・クリスマス）を同年12月3日にリリースし、大きな成功を収めた。
これに触発される形でアメリカではUSAフォー・アフリカが結成され、ライヴエイドなどにつながる一連の大チャリティー・ブームを巻き起こした。
その後、1989年にはバンド・エイドII、2004年にはバンド・エイド20によって「ドゥ・ゼイ・ノウ・イッツ・クリスマス」がリメイクされ、顔ぶれは変わったものの同プロジェクトは引き継がれている。
2014年にはエボラ出血熱の支援目的でバンド・エイド 30として再結成された。
2024年、40周年を記念して過去4回それぞれの参加者のヴォーカル音源をミックスしたアルティメット・ミックスを発表。

## プロジェクトのきっかけ

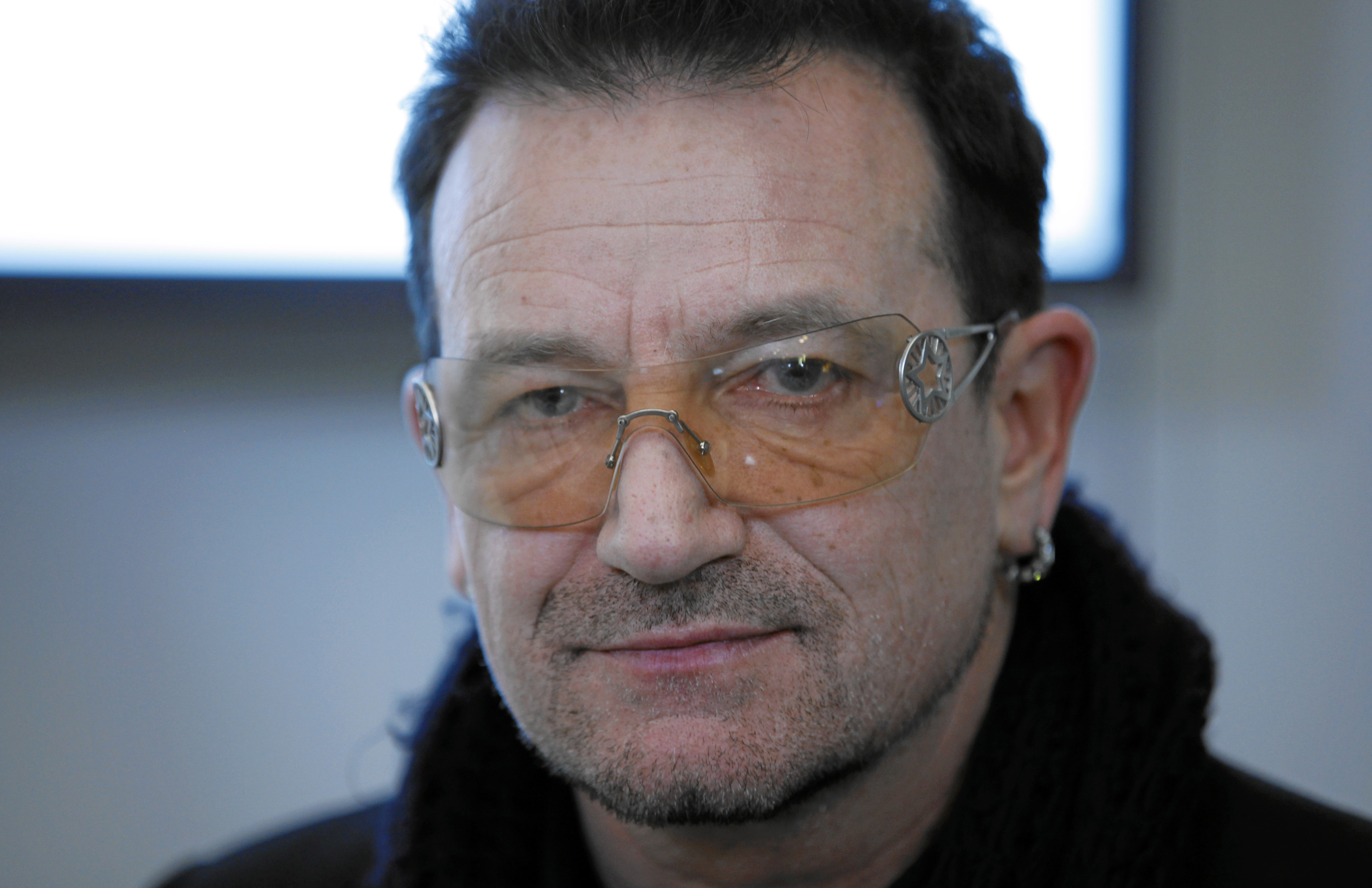
ボノ

当時、ミッジ･ユーロの妻でコメディ作家としても有名だったアナベル・ジャイルズが手掛けていたテレビ番組にブームタウン・ラッツのボブ・ゲルドフがゲストで出演したことがあった。番組の収録後、夫に電話をかけたアナベルが、ボブが近くにいることを伝えると、ミッジがボブと電話を替わってくれないかと言い出した。ボブとミッジはそこで電話を通して会話を始めたが、その際の雑談の中でテレビで見たアフリカの飢餓問題について話題が上った。ボブが以前からこの問題についてあるアイデアがあることをミッジに伝え、これをきっかけにして「バンド・エイド」の構想が二人で練られることになった。
最初のデモを作ったのはボブではなくミッジだった。曲調はベース･ラインがいかにもミッジが所属していたウルトラヴォックスを彷彿とさせるもので、初めて聴いたボブは「どこかで聴いたことがあるぞ」と言うと、ミッジは「お前も何かパクればもっとましな曲が書けるさ」と言い返した。
歌詞はボブが主に担当しているが、その中の一節"Well tonight thanks God it's them instead of you" ＜それ（飢餓の犠牲者）が君ではなく彼らだったことを神に感謝しよう＞という部分があまりにひどすぎるとミッジに反対された。しかしボブはうわべだけの言葉ではなく、本音を伝えたいと彼の反対を押し切ってそのままこの歌詞が採用されることになった。ちなみにこの部分はU2のボノが歌っている。
ボノは過去4回のうち、3回に参加している。

## 参加者クレジット

### オリジナル（1984年版）
- フィル・コリンズ（ジェネシス）

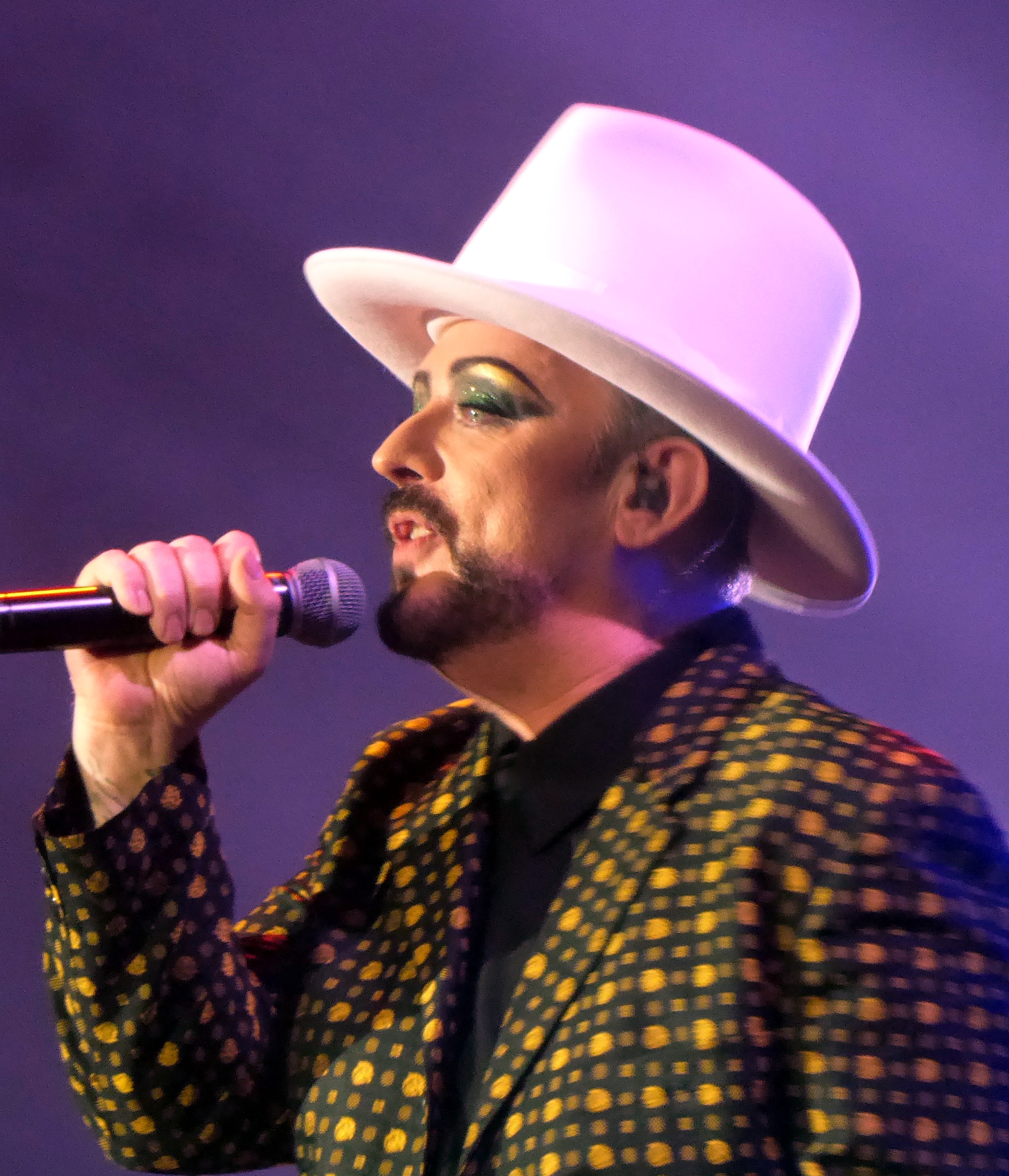
ボーイ・ジョージ

- ボブ・ゲルドフ、サイモン・クロウ、ピート・ブリケット、ジョニー・フィンガーズ（ブームタウン・ラッツ）
- スティーブ・ノーマン、マーティン・ケンプ、ゲイリー・ケンプ、ジョン・キーブル、トニー・ハドリー（スパンダー・バレエ）
- ミッジ・ユーロ、クリス・クロス（ウルトラヴォックス）
- ジョン・テイラー、サイモン・ル・ボン、ロジャー・テイラー、アンディ・テイラー、ニック・ローズ（デュラン・デュラン）
- ポール・ヤング
- グレン・グレゴリー、マーティン・ウェアー（ヘヴン17）
- マリリン
- カレン・ウッドワード、サラ・ダリン、シヴォーン・ファーイ（バナナラマ）
- ジョディ・ワトリー（シャラマー）
- ボノ、アダム・クレイトン（U2）
- ポール・ウェラー（スタイル・カウンシル）
- ジェームス・"JT"・テイラー、ロバート・クール・ベル、デニス・トーマス（クール&ザ・ギャング）
- ジョージ・マイケル（ワム!）
- フランシス・ロッシ、リック・パーフィット（ステイタス・クォー）
- ボーイ・ジョージ、ジョン・モス（カルチャー・クラブ）
- スティング（ポリス）
- デヴィッド・ボウイ (メッセージコメントで参加)
- ホリー・ジョンソン（フランキー・ゴーズ・トゥ・ハリウッド）
- ポール・マッカートニー (メッセージコメントで参加)
- スチュアート・アダムソン、ブルース・ワトソン、トニー・バトラー、マーク・ブレゼジッキー（ビッグ・カントリー）
- トレヴァー・ホーン（プロデューサー）

### バンド・エイド II（1989年版）
- バナナラマ
- ビッグ・ファン
- ブロス
- Curiosity Killed The Cat
- キャシー・デニス
- D Mob
- ジェイソン・ドノヴァン
- ケヴィン・ゴドレイ
- グレン・ゴールドスミス
- Jimmy Somerville
- カイリー・ミノーグ
- パサディナス
- クリス・レア
- クリフ・リチャード
- ソニア
- リサ・スタンスフィールド
- テクノトロニックス(en:Technotronic)
- Wet Wet Wet

### バンド・エイド 20（2004年版）
- ロビー・ウィリアムズ
- ボノ
- ポール・マッカートニー
- ダイド
- クリス・マーティン（コールドプレイ）
- シュガーベイブス
- フラン・ヒーリー（トラヴィス）
- ジャスティン・ホーキンス（ザ・ダークネス）
- キーン
- ダニー・ゴフィ（スーパーグラス）
- ジャメリア
- ウィル・ヤング
- バステッド
- ケイティ・メルア
- ミス・ダイナマイト
- ナターシャ・ベディングフィールド
- スノウ・パトロール
- シャズネ・ルイス（オール・セインツ）
- ティム・ウィーラー（アッシュ）
- ビバリー・ナイト
- スカイ（モーチーバ）

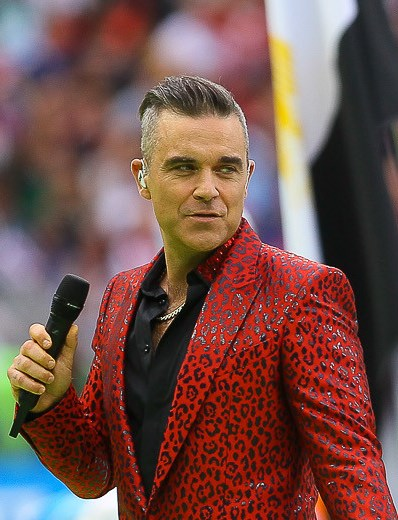
ロビー・ウィリアムズ

- デーモン・アルバーン（ブラー）※レコーディングには参加しなかったが、何かをしようと思いスタジオに行った。そこで紅茶やコーヒーを振舞ってチップをもらい、集まった数万円をバンドエイド財団に寄付した。なおこの提案をしたのはU2のボノだった。
- レイチェル・スティーヴンス

### バンド・エイド 30（2014年版）

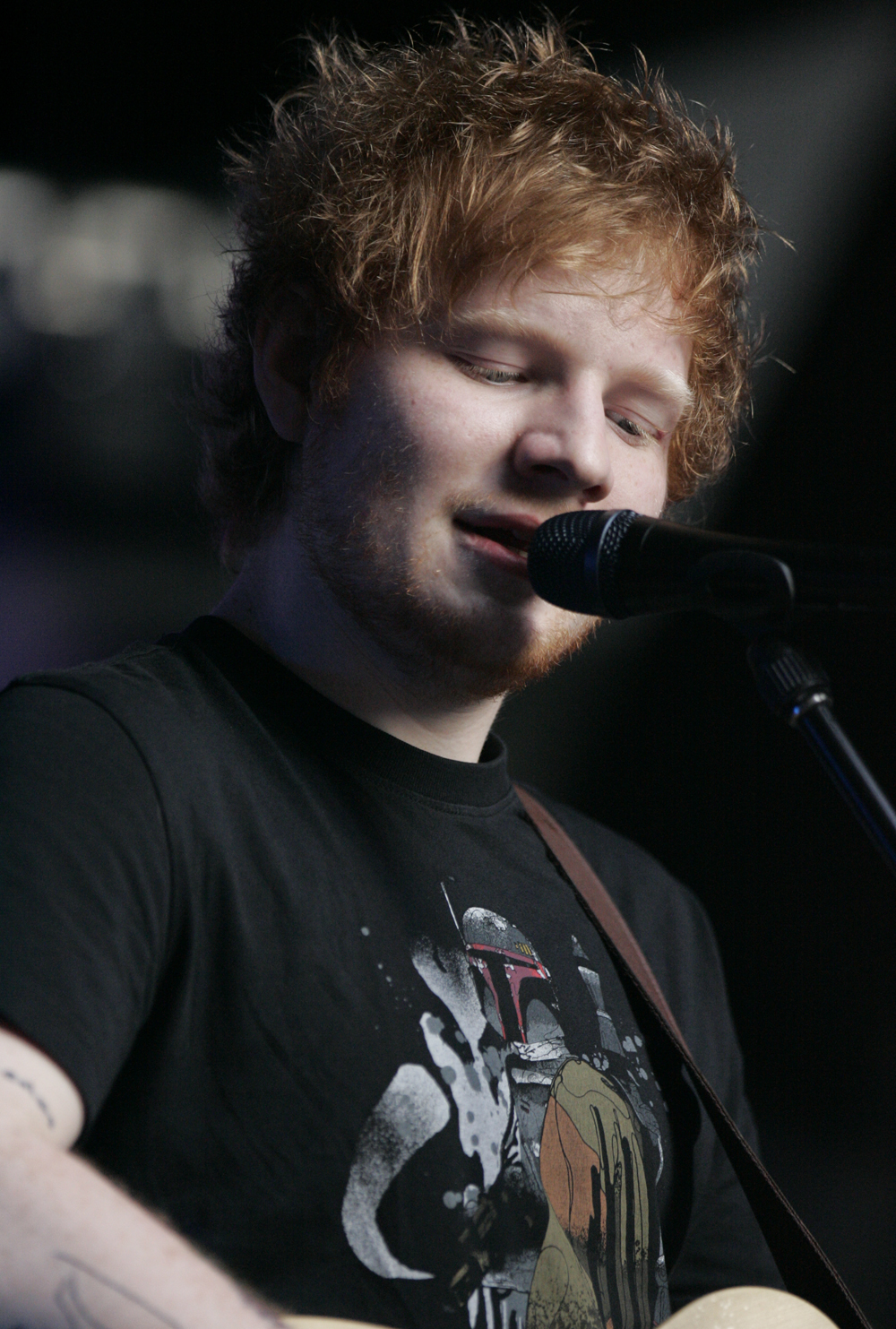
エド・シーラン

- ワン・ダイレクション
- アンダーワールド
- シネイド・オコナー
- クリーン・バンディット
- パロマ・フェイス
- リタ・オラ
- ポール・エプワース
- エミリー・サンデー
- エド・シーラン
- エリー・ゴールディング
- アンジェリーク・キジョー
- ボノ
- オリー・マーズ
- JIMMY NAPES
- サム・スミス
- ミッジ・ユーロ
- ロジャー・テイラー
- ジェシー・ウェア
- エルボー
- クリス・マーティン
- バスティル